# 386.ª Divisão de Infantaria Motorizada (Alemanha)
A 386ª Divisão de Infantaria Motorizada (em alemão:386. Infanterie-Division (mot)) foi uma unidade militar que serviu no Exército alemão durante a Segunda Guerra Mundial. Foi utilizada para formar a 3. Panzergrenadier Division no mês de março de 1943.

## Comandantes
| Comandante                  | Data                                       |
| --------------------------- | ------------------------------------------ |
| Generalmajor Kurt von Jeßer | 1 de dezembro de 1942 - 1 de março de 1943 |

## Área de operações
| França | novembro de 1942 - março de 1943 |